# Into Thin Air
Into Thin Air: A Personal Account of the Mt. Everest Disaster is een film uit 1997 en de verfilming van het non-fictionboek van Jon Krakauer dat vertelt over zijn eigen ervaringen tijdens de ramp op de Mount Everest van 1996.

## Verhaallijn
De film vertelt het verhaal van een elf-koppige expeditie begeleid door zeven sherpa's, die in 1996 in moeilijkheden raakte op de Mount Everest en waarbij er in totaal die dag acht mensen het leven lieten.

## Rolverdeling
| Acteur               | Personage        |
| -------------------- | ---------------- |
| Christopher McDonald | Jon Krakauer     |
| Peter Horton         | Scott Fischer    |
| Nathaniel Parker     | Rob Hall         |
| Richard Jenkins      | Beck Weathers    |
| Tim Dutton           | Andy Harris      |
| Jeff Perry           | Doug Hansen      |
| Akemi Otani          | Yasuko Namba     |
| Peter J. Lucas       | Anatoli Boukreev |

## Trivia
- De film Everest is een verfilming van een boek over dezelfde gebeurtenissen van een ander lid van de expeditie, Beck Weathers.